# Папулово (Тверская область)
Папулово  — деревня в Кимрском районе Тверской области. Входит в состав Титовского сельского поселения.

## География
Находится в юго-восточной части Тверской области недалеко от правого берега Волги на расстоянии приблизительно 8 км на северо-восток по прямой от станции Савёлово в городе Кимры.

## История
Известна с 1635 года, когда в ней был учтен 1 двор. В 1859 году здесь (деревня Калязинского уезда Тверской губернии) было учтено 10 дворов.

## Население
Численность населения: 3 человека (1635 год), 85 (1859 год), 0 как в 2002 году, так и в 2010.